# Listă de filme științifico-fantastice est-europene

Europa de Est cu roșu (conform United Nations Statistics Division)

Aceasta este o listă de filme științifico-fantastice est-europene (produse în blocul comunist sau în Europa de Est: Austria, Bulgaria, Cehoslovacia și succesoarele sale, Uniunea Sovietică și succesoarele sale est-europene, Iugoslavia și succesoarele sale, Ungaria, Polonia, RDG și România).

## Lista
| An   | Țara                           | Nume                                                   | Regizor                | Actori                                                                 | Note / Ref.                                                                                          |
| ---- | ------------------------------ | ------------------------------------------------------ | ---------------------- | ---------------------------------------------------------------------- | --- |
| 1924 | Uniunea Sovietică              | Aelita                                                 | Iakov Protazanov       | Iulia Solnțeva, Igor Ilinski și Nikolai Batalov.                       | După un roman de Lev Tolstoi                                                                         |
| 1925 | Uniunea Sovietică              | Luch smerti                                            | Lev Kuleșov            | Porfiri Podobed, Vsevolod Pudovkin, Alexandra Khokhlova.               | După un roman de Lev Tolstoi; film pierdut                                                           |
| 1935 | Uniunea Sovietică              | Aerograd                                               | Oleksandr Dovjenko     | Stepan Shagaida, Sergei Stolyarov, Yevgeniya Melnikova                 | [ 2 ]                                                                                                |
| 1935 | Uniunea Sovietică              | Kosmicheskiy reys: Fantasticheskaya novella            | Vassili Jouravlev      | Sergei Komarov, Vassily Kovrigin, Nikolai Feoktistov, Xenia Moskalenko | [ 3 ]                                                                                                |
| 1948 | Cehoslovacia                   | Krakatit                                               | Otakar Vávra           | Karel Höger, Eduard Linkers                                            | După un roman de Karel Čapek                                                                         |
| 1958 | Cehoslovacia                   | Lumea fabuloasă a lui Jules Verne (O invenție mortală) | Karel Zeman            | Lubor Tokos, Arnost Navrátil, Miroslav Holub, Frantisek Slégr          | După un roman de Jules Verne                                                                         |
| 1958 | Uniunea Sovietică              | Drumul spre stele                                      | Pavel Klușanțev        | Gheorghi Soloviov                                                      | documentar                                                                                           |
| 1958 | Polonia RDG                    | Der schweigende Stern                                  | Kurt Maetzig           | Yoko Tani, Oldrich Lukes, Ignacy Machowski                             | [ 7 ]                                                                                                |
| 1960 | Iugoslavia Germania            | Ein Toter hing im Netz                                 | Fritz Böttger          | Alexander D'Arcy, Barbara Valentin și Rainer Brandt.                   | [ 8 ]                                                                                                |
| 1960 | Iugoslavia                     | Rat                                                    | Veljko Bulajić         | Antun Vrdoljak și Zlatko Madunić                                       | [ 9 ]                                                                                                |
| 1962 | Uniunea Sovietică              | Omul amfibie                                           | Vladimir Chebotaryov   | Vladimir Korenev, Anastasiya Vertinskaya, Mikhail Kozakov.             | după un roman de Alexander Beliaev                                                                   |
| 1962 | Uniunea Sovietică              | Planeta Bur                                            | Pavel Klushantsev      | Vladimir Yemelyanov, Georgiy Zhzhonov, Gennadi Vernov.                 | [ 11 ]                                                                                               |
| 1963 | Cehoslovacia                   | Ikarie XB-1                                            | Jindřich Polák         | Otto Lackovič, Radovan Lukavský, Zdeňek Štepánek, František Smolík     | [ 12 ] [ 13 ]                                                                                        |
| 1967 | Uniunea Sovietică              | Nebuloasa din Andromeda                                | Yevgeni Sherstobitov   | Via Artmane, Sergei Stolyarov, Nikolai Kryukov                         | După un roman de Ivan Efremov                                                                        |
| 1970 | Cehoslovacia                   | Na kometě                                              | Karel Zeman            | Emil Horváth, Magda Vásáryová, Frantisek Filipovský, Cestmír Randa     | După un roman de Jules Verne                                                                         |
| 1970 | Cehoslovacia                   | Zabil jsem Einsteina, pánové                           | Oldřich Lipský         | Jiří Sovák, Jana Brejchová                                             | (titlul filmului în engleză: I Killed Einstein, Gentlemen)                                           |
| 1970 | Polonia RDG                    | Signale - Ein Weltraumabenteuer                        | Gottfried Kolditz      | Piotr Pawłowski, Yevgeniy Zharikov, Gojko Mitić                        | După un roman de Carlos Rasch;                                                                       |
| 1972 | Uniunea Sovietică              | Solaris                                                | Andrei Tarkovski       | Vasili Lanovoy, Antonina Pilyus, Vladimir Etush, Viktor Zozulin        | După un roman de Stanislav Lem                                                                       |
| 1972 | Bulgaria Uniunea Sovietică RDG | Eolomea                                                | Herrmann Zschoche      | Cox Habbema, Iwan Andonow, Wsewolod Sanajew                            | După un roman de Angel Vagenshtain;                                                                  |
| 1976 | Iugoslavia                     | Mântuitorul (Izbavitelj)                               | Krsto Papić            | Ivica Vidović și Mirjana Majurec                                       | Filmul a fost refăcut de Krsto Papić în 2003, ca Infekcija                                           |
| 1977 | R.S. România                   | Povestea dragostei                                     | Ion Popescu-Gopo       | Dem Rădulescu, Cornel Coman, Vasilica Tastaman și George Mihăiță.      | După o povestire de Ion Creangă;                                                                     |
| 1980 | Polonia                        | Golem                                                  | Piotr Szulkin          | Henryk Bak, Mariusz Dmochowski, Wieslaw Drzewicz                       | |
| 1981 | Iugoslavia Cehoslovacia        | Vizitatorii din galaxia Arkana (Gosti iz galaksije)    | Dušan Vukotić          | Zarko Potocnjak, Lucie Zulová, Ksenia Prohaska, Rene Bitorajac         | [ 21 ]                                                                                               |
| 1981 | Polonia                        | Wojna swiatów - nastepne stulecie                      | Piotr Szulkin          | Roman Wilhelmi                                                         | pe baza unui roman de H. G. Wells. (titlul filmului în engleză: The War of the Worlds: Next Century) |
| 1985 | Polonia                        | O-bi, o-ba: Koniec cywilizacji                         | Piotr Szulkin          | Jerzy Stuhr, Krystyna Janda                                            | (titlul filmului în engleză: O-Bi, O-Ba - The End of Civilization)                                   |
| 1985 | Uniunea Sovietică              | Kin-dza-dza!                                           | Georgi Daneliya        | Stanislav Lyubshin.                                                    | [ 24 ]                                                                                               |
| 1987 | Polonia                        | Na srebrnym globie                                     | Andrzej Zulawski       | Andrzej Seweryn, Grazyna Dylag, Jerzy Trela                            | După un roman de Jerzy Żuławski; (titlul filmului în engleză: On the Silver Globe)                   |
| 1989 | Uniunea Sovietică              | Posetitel muzeya                                       | Konstantin Lopushansky | Viktor Mikhaylov, Vera Mayorova, Vadim Lobanov                         | (titlul filmului în engleză: A Museum Visitor)                                                       |
|      |                                |                                                        |                        |                                                                        | |
|      |                                |                                                        |                        |                                                                        | |
|      |                                |                                                        |                        |                                                                        | |
|      |                                |                                                        |                        |                                                                        | |
|      |                                |                                                        |                        |                                                                        | |
|      |                                |                                                        |                        |                                                                        | |
|      |                                |                                                        |                        |                                                                        | |

- 'Hukkunud Alpinisti' hotell (1979)
- Kometa (1983)
- Lunnaya raduga (1984)
- Gostya iz budushchego (1985 Mini-Series)
- Lilovyy shar (1987)
- Begstvo mistera Mak-Kinli (1975)
- Kosmicheskiy reys: Fantasticheskaya novella (1936)
- Serebristaya pyl (1953)
- Ya byl sputnikom solntsa (1959)
- Krakh inzhenera Garina (1973 Mini-Series)
- Molchaniye doktora Ivensa (1973)
- Bolshoe kosmicheskoe puteshestvie (1976)
- Akvanavty (1979)
- Konets vechnosti (1987)The End of Eternity 1987
- Trinadtsatyy apostol (1988)
- Giperboloid inzhenera Garina (1965)Hiperboloidul inginerului Garin
- Test pilota Pirxa (1979)
- Veld (1987)
- Dni zatmeniya (1988)
- Es ist nicht leicht ein Gott zu sein (1989)
- Dukhov den (1990)
- Vozvrashcheniye s orbity (1985)
- Tumannost Andromedy (1967)(Nebuloasa din Andromeda)
- Doroga k zvezdam (1958 Documentary)Road to the Stars
- Gibel sensatsii (1935)
- Zolotoy klyuchik (1939)
- Priklyucheniya Buratino (1976 TV Movie)
- Mos Gerila (1965) Morozko (original title)Country:Soviet Union
- Moskva-Kassiopeya (1974)
- Otroki vo vselennoy (1975)
- Cherez ternii k zvyozdam (1982)
- Nebo zovyot (1960)
- Mechte navstrechu (1963)
- Upír z Feratu (1982)
- Tayna vechnoy nochi (1957)
- Ori okeanis saidumloeba (1955)
- Korolevstvo krivykh zerkal (1964)
- Skazka o tsare Saltane (1967)
- Marya-iskusnitsa (1959)
- Vasilisa prekrasnaya (1939)
- Po shchuchemu veleniyu (1938)
- Konyok-gorbunok (1941)